# Museu de Cera de Barcelona
El Museu de Cera de Barcelona és un museu privat de Barcelona que recull una important col·lecció de més de dos-cents figures de cera de personatges reals i de ficció i que rep quasi dos-cents mil visites anuals. Està situat a l'antiga seu de la Banca Crèdit i Docks, al passatge de la Banca.

## Història
L'edifici del Museu de Cera de Barcelona fou construït el 1873 per la Caixa Vilumara, el 1915 va ser la seu del Banc de Barcelona, i el 1916 la de Crèdit i Docks.
El 1973, l'arquitecte i escenògraf Enrique Alarcón decidí transformar-lo en un museu de cera. Va escollir aquest immoble perquè el considerava ideal pel misteri i l'encant que transmetia. Per la reforma va fer servir materials com el marbre, la fusta, l'acer, la seda i el vidre, entre d'altres.

## Museu
Aquest petit santuari de cera es dedica a la reproducció de diversos personatges, tant històrics com ficticis. Disposa d'una sala del terror, on es reprodueixen també escenes de tortures. A la sortida, s'hi troben dues cafeteries amb un disseny particular: una és el Bosc de les Fades, un lloc màgic i únic poblat d'arbres, gnoms i altres criatures inesperades; l'altra és el Passatge del Temps, un espai d'estil avantguardista envoltat de diferents maneres per llegir el pas de temps.
- Escala d'honor: es troba just passada l'entrada al museu, un bon exemple de l'arquitectura d'estil vuitcentista. Aquesta escala de marbre puja majestuosament amb la seva catifa vermella, que convida a entrar al misteriós indret.
- Saló del recital: conserva el mobiliari, la decoració i el celatge de Vilaró (1906) i on figures destacades de la literatura i del món de la música són acompanyats per figures com Lady Di o Teresa de Calcuta.
- Pati de vidre: és cobert amb un exemplar de volta de vidre i presidit per un oli de Vilumara i Junyent (1908), on hi figuren grans personatges de la història. En aquesta sala, a més, hi ha l'Ateneu amb figures com Miguel de Unamuno o Einstein. Un Ateneu que manté la decoració original del que fou l'antic despatx del director del banc.
- Saló gòtic: aquest saló és d'estil neogòtic català inspirat en el Saló del Tinell de Barcelona, els arcs de pedra del qual suporten una coberta de fusta. La gràcia d'aquest és que és el resultat d'una il·lusió vista amb un mirall, el qual reflecteix l'altra meitat de l'arc.
- Cambra cuirassada: és original de l'entitat bancària que tenia la seu a l'edifici i va haver d'obrir-se en una paret amb un bufador per permetre-hi la visita. Aquí s'hi reprodueix l'atracament en un banc i, secundàriament, també hi ha un llibre de dedicatòries.
- Passatge del terror: en aquest indret es poden veure els assassins en sèrie més importants de la història com Caryl Chessman.